# Enrico Rosa
Enrico Rosa (Selve Marcone, 17 novembre 1870 – Roma, 26 novembre 1938) è stato un gesuita, scrittore e giornalista italiano.

## Biografia
Fu direttore de La Civiltà Cattolica dal 1915 al 1931, e in questa funzione è stato autore di articoli e saggi relativi alla Chiesa Cattolica rapportata al suo tempo; fu su posizioni avverse al regime fascista, promuovendo ad esempio il movimento antifascista Alleanza Nazionale per la Libertà, del quale distribuiva i manifestini alle riunioni dell'Azione Cattolica.
Giunse ad esprimere nel 1938 la visione della rivista riguardo alla nascente (in Italia) questione giudaica, prendendo le distanze dai provvedimenti che si ventilavano in quel tempo: la confisca dei beni degli ebrei e la loro espulsione dall'Italia.